# Alfred Ollesch
Alfred Ollesch (* 20. November 1915 in Castrop-Rauxel; † 16. April 1978 in Köln) war ein deutscher Ingenieur und Politiker (FDP).

## Leben und Beruf
Nach dem Besuch der Volksschule und des Realgymnasiums absolvierte Ollesch eine Ausbildung an der Staatlichen Ingenieurschule für Maschinenwesen, die er mit dem Examen als Maschinenbauingenieur abschloss. Anschließend arbeitete er als Betriebsingenieur und Steiger in einer Kokerei. Er wechselte 1936 zum Militär und wurde Berufssoldat bei der Marineluftwaffe der Kriegsmarine. Von 1939 bis 1945 nahm er als Soldat am Zweiten Weltkrieg teil, zuletzt im Rang eines Oberfeldwebels.
Neben seinen politischen Funktionen war Ollesch Mitglied im Verwaltungsrat der Deutschen Bundesbahn.

## Partei
Ollesch trat 1947 der FDP bei. Er wurde zunächst zum Vorsitzenden des FDP-Kreisverbands Recklinghausen und später zum Vorsitzenden des FDP-Bezirksverbands Ruhr-Ost gewählt. Außerdem war er Mitglied im Landesvorstand der FDP Nordrhein-Westfalen.

## Abgeordneter
Ollesch war von 1952 bis 1965 Ratsmitglied der Stadt Recklinghausen und dort Vorsitzender der FDP-Fraktion. Von Juni 1955 bis September 1961 war er Mitglied des nordrhein-westfälischen Landtags. Bei der Bundestagswahl 1961 wurde er über die Landesliste der FDP Nordrhein-Westfalen in den Deutschen Bundestag gewählt, dem er bis zu seinem Tode angehörte. Von 1969 bis 1978 war er Parlamentarischer Geschäftsführer der FDP-Bundestagsfraktion.

## Öffentliche Ämter
Ollesch amtierte von 1952 bis 1954 als Bürgermeister und stellvertretender Oberbürgermeister der Stadt Recklinghausen.